# Straat van Jekaterina

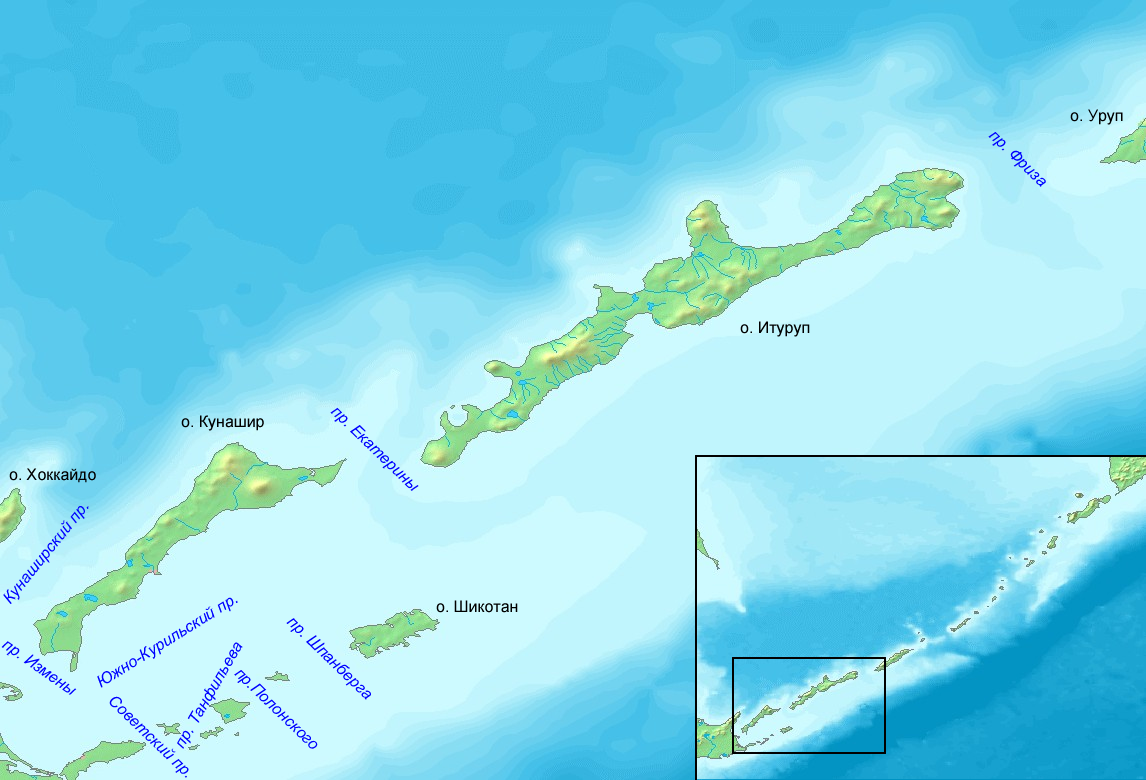
de Straat van Jekaterina tussen Itoeroep (midden) en Koenasjir (links daarvan)

De Straat van Jekaterina (Russisch: Екатерины пролив; Jekateriny proliv) is een zeestraat tussen de door Rusland bestuurde en door Japan geclaimde Koerileneilanden Koenasjir (zuidelijk) en Itoeroep (noordelijk). Het is een van de zeestraten die de Zee van Ochotsk in het westen verbindt met de Grote Oceaan in het oosten. De straat is meer dan 22 kilometer breed en 150 tot 500 meter diep. Van februari tot maart wordt de straat gekenmerkt door drijfijs, afkomstig uit het noordelijke deel van de Zee van Ochotsk.
De straat is vernoemd naar het Russische schip Jekaterina, dat in 1792 een handelsmissie naar Japan uitvoerde onder leiding van Adam Laksman.